# Christian Wirth (SS-Mitglied)

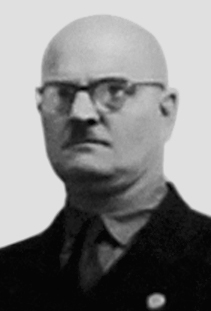
Christian Wirth

Christian Wirth (* 24. November 1885 in Oberbalzheim; † 26. Mai 1944 bei Erpelle in Slowenien) war ein deutscher Polizeibeamter und SS-Sturmbannführer. Er war maßgeblich an der „Aktion T4“ beteiligt, erster Kommandant des Vernichtungslagers Belzec und Inspekteur der Vernichtungslager der „Aktion Reinhardt“.

## Leben

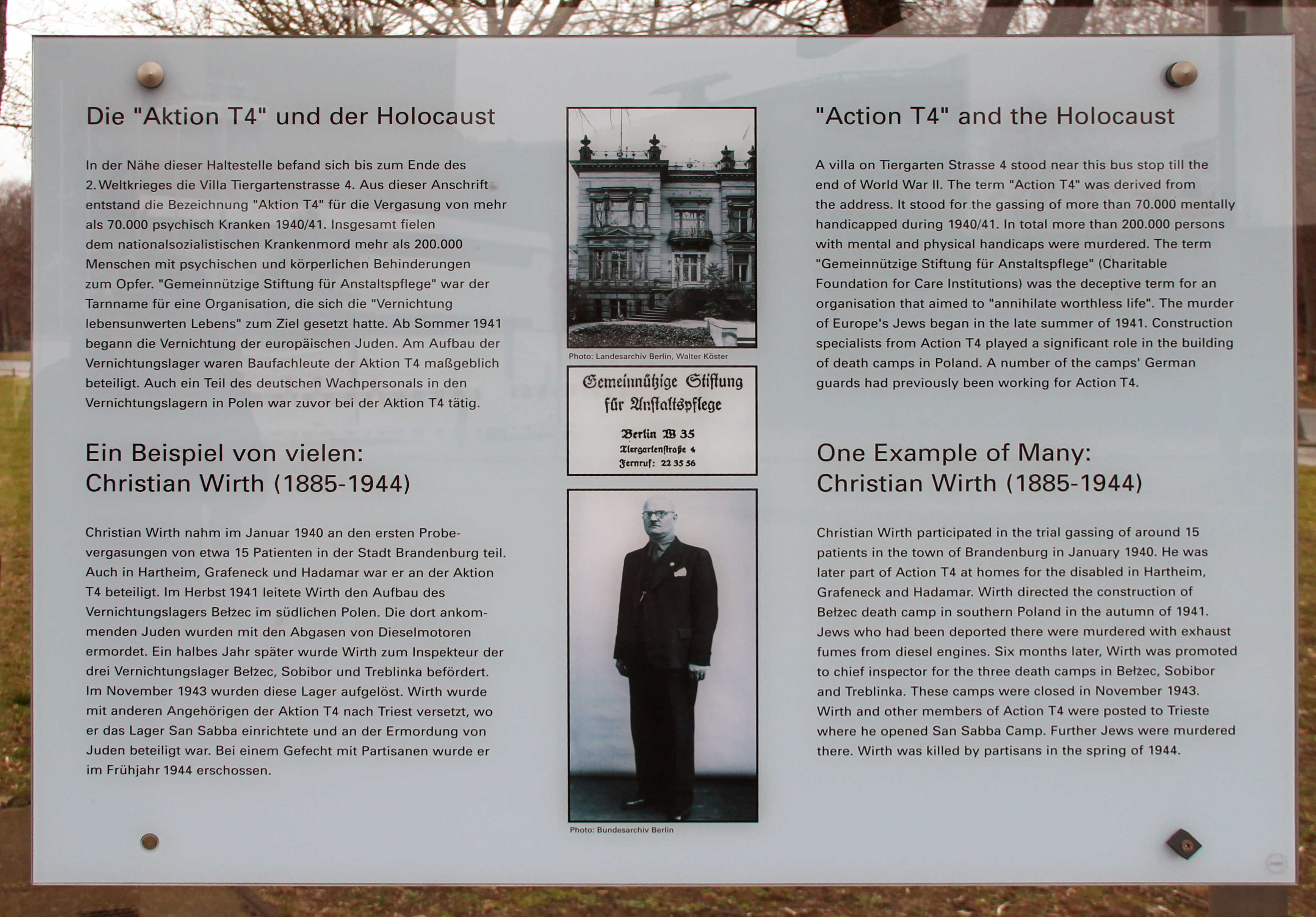
Gedenktafel, Herbert-von-Karajan-Straße 1, in Berlin-Tiergarten

Der Sohn eines Küfermeisters erlernte nach dem Besuch der Volks- und Fortbildungsschule das Sägerhandwerk.
Wirth diente zwischen 1905 und 1910 beim Württembergischen Grenadier-Regiment 123, das er als Unteroffizier der Reserve verließ. Im September 1914 meldete er sich zum Dienst im Ersten Weltkrieg und wurde noch im selben Jahr verwundet. Ab 1917 diente er in Stuttgart als Feldgendarm. Wirth wurde mit dem Eisernen Kreuz 1. und 2. Klasse und der Goldenen Württembergischen Verdienstmedaille ausgezeichnet.
Schon 1910 diente Wirth als Schutzmann beim Stadtpolizeiamt Heilbronn, wechselte aber bald nach Stuttgart und war dort als Fahnder der Kriminalpolizei tätig.
Nach Kriegsende kehrte er im Juni 1919 zur Kriminalpolizei zurück und wurde kurze Zeit später zum Kriminalwachtmeister befördert. 1932 erreichte er die Position eines Kriminalinspektors. Wirth engagierte sich berufspolitisch im Landesverband der Polizeibeamten Württembergs, einer überparteilichen Polizeigewerkschaft.
Von 1922 bis zum Parteiverbot 1923 und dann erneut ab dem 1. Januar 1931 war Wirth Mitglied der NSDAP (Mitgliedsnummer 420.383). Im Juni 1933 trat Wirth der SA bei; ab 7. Dezember 1937 war er ehrenamtlicher Mitarbeiter des Sicherheitsdienstes (SD). Im April 1939 wechselte er von der SA zur SS (SS-Nr. 345.464); im Oktober des Jahres wurde er zum SS-Obersturmführer befördert.

### „Aktion T4“

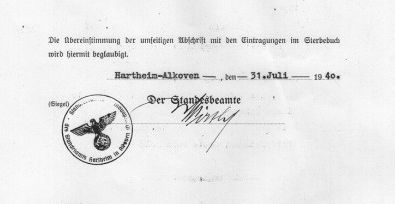
Sterbeurkunde eines „Euthanasie“-Opfers, gezeichnet vom „Standesbeamten“ Christian Wirth, Sonderstandesamt der NS-Tötungsanstalt Hartheim (1940)

Am 10. Januar 1940 wurde Christian Wirth vom Reichskriminalpolizeiamt zur NS-Tötungsanstalt Brandenburg der „Aktion T4“ beordert. Noch im Januar war er in Brandenburg Teilnehmer einer „Probetötung“ von 18 bis 20 „Geisteskranken“. Vermutlich auf Veranlassung von Hitlers Leibarzt Karl Brandt wurde dem an der „Aktion T4“ maßgeblich beteiligten Personenkreis eine Massentötung durch CO-Gas und zu Vergleichszwecken auch Tötung mittels Injektionen vorgeführt.
Wirth leitete in der Folgezeit die Büroabteilungen der Tötungsanstalten in Brandenburg, Grafeneck und ab Frühjahr 1940 in Hartheim. 1941 war er außerdem als Büroleiter in der Tötungsanstalt Hadamar tätig. In dieser Funktion war er für die Sicherheit der Anstalten, die Sonderstandesämter, in denen Sterbeurkunden amtlich gefälscht wurden, das Personal und die Überwachung des Mordvorganges selber zuständig. Vermutlich Mitte 1940 wurde Wirth zum Inspekteur aller „Euthanasie“-Anstalten ernannt. Die Aufgaben dieses Inspekteurs beschrieb Viktor Brack später:
„Um das Personal auf einer möglichst moralischen Höhe zu halten hat Bouhler auf meinen Vorschlag hin einen Inspekteur eingesetzt der von Anstalt zu Anstalt fuhr. Dieser hat sich nicht nur um die Freizeitgestaltung des Anstaltspersonals bemüht, sondern gleichzeitig alle Beobachtungen gesammelt die Anlass zur Kritik gaben. Diese Dinge sind dann mit den Anstaltsleitern durchgesprochen worden um die Übelstände zu beheben. Weiterhin sind auf meine Veranlassung, als einige Unehrlichkeiten festgestellt wurden zwei Kriminalbeamte in verschiedenen Dienststellungen unter das Anstaltspersonal gemischt worden, die in kurzer Zeit unehrliche Elemente zur Anzeige bringen konnten […].“

### „Aktion Reinhardt“
Nach dem Stopp der „Aktion T4“ am 24. August 1941 wechselte Wirth mit vielen anderen Mitarbeitern zur „Aktion Reinhardt“. Unter Leitung des SS- und Polizeiführers für Lublin, Odilo Globocnik, wurden Vernichtungslager errichtet, in denen etwa 1,7 bis 1,9 Millionen Juden ermordet wurden.
Anhand von Aussagen von Josef Oberhauser lässt sich Wirths Anwesenheit im Vernichtungslager Belzec für die Zeit um Weihnachten 1941 nachweisen. Wirth wurde der erste Kommandant des Vernichtungslagers Belzec, das seit November 1941 in Bau war und im März 1942 in Betrieb ging: Hier wurden die Opfer in Gaskammern ermordet, in die Abgase eines Benzinmotors geleitet wurden. Eine detaillierte Schilderung wurde durch den Bericht des SS-Offiziers Kurt Gerstein überliefert, dem Wirth am 18. August 1942 eine Massentötung von 700 bis 800 Menschen demonstrierte.
David Cesarani vermutet, dass es ebenfalls Wirth war, der im Zeitraum 1941/42 Adolf Eichmann bei einer Inspektionsreise der Ermordungsstätten persönlich die Vergasung jüdischer Häftlinge in Belzec vorführte. Eichmann erinnerte sich bei Vernehmungen in israelischer Haft 1960, ein „ungepflegter“ und möglicherweise alkoholisierter Polizeihauptmann hätte ihm dort die Ermordung der Häftlinge durch die Abgase eines erbeuteten sowjetischen U-Bootmotors gezeigt. Ebenfalls traf dabei Hermann Höfle, ein Mitarbeiter Globocniks, auf Wirth und ließ sich die Gaskammern zeigen. Die Zahl der unter Wirth ermordeten Juden tauchten im Januar 1943 auch im sogenannten Höfle-Telegramm auf.
Wahrscheinlich am 1. August 1942 wurde Wirth von Odilo Globocnik zum Inspekteur der Vernichtungslager der „Aktion Reinhardt“ ernannt. Wirth war damit der Vorgesetzte der Kommandanten der Vernichtungslager Belzec, Treblinka und Sobibor. Nachdem in Treblinka der Tötungsbetrieb zusammengebrochen war, wurde der dortige Kommandant Irmfried Eberl durch Franz Stangl abgelöst. Wirth reorganisierte die Lager der „Aktion Reinhardt“ nach seinen in Belzec gemachten Erfahrungen, ordnete den Bau größerer Gaskammern an und setzte ihm bekannte Fachleute aus der „Aktion T4“ in den Lagern zur Optimierung der Vernichtungsmaschinerie ein.
Ab Ende 1942/Anfang 1943 war Wirth für das Bekleidungswerk im Flughafenlager in Lublin zuständig: Hier sortierten „Arbeitsjuden“ die Kleidung, Wertsachen und sonstigen Hinterlassenschaften der Opfer, so dass sie dann anschließend von der SS weiterverwendet werden konnten. Offiziell war er seit März 1943 Kommandant des Lagers am Flugplatz, praktisch seit Dezember 1942. Er reorganisierte das Lager gründlich. Er führte eine Schreckensherrschaft ein, verbesserte aber nach einiger Zeit die Lebensbedingungen der Häftlinge, beispielsweise durch den Bau eines Lagerkrankenhauses. Am 15. Januar wurde Wirth zum Kriminalrat befördert. Im Schreiben des Reichsinnenministeriums hieß es, Wirth könne sich „des besonderen Schutzes des Führers sicher sein“. Im August 1943 wurde er zudem in der SS unter Auslassung des Dienstgrades des Hauptsturmführers direkt zum Sturmbannführer befördert. Aufgrund neuer Aufgaben und der Notwendigkeit, die Personalressourcen zu erhöhen, entschloss sich Wirth, am „alten Flughafen“ ein Männerlager einzurichten. Der Bau wurde vermutlich im Sommer 1943 abgeschlossen. Der offizielle Name wurde in Altsachenverwertungsstelle der Standortverwaltung Lublin geändert. Mit Globocniks Unterstützung erreichte Wirth im Wesentlichen die personelle und institutionelle Trennung von Majdanek.
Im November 1943 beaufsichtigte Wirth wiederum in Lublin die „Aktion Erntefest“, die Tötung von etwa 42.000 jüdischen Zwangsarbeitern der dortigen Arbeitslager innerhalb von zwei Tagen. 

### Operationszone Adriatisches Küstenland
Vermutlich im September 1943 wurde Christian Wirth zusammen mit weiterem Personal der „Aktion Reinhardt“ nach Triest versetzt. Odilo Globocnik war zum Höheren SS- und Polizeiführer in der Operationszone Adriatisches Küstenland ernannt worden. Wirth wurde hier Befehlshaber der „Abteilung R“ (für Reinhardt), einer der Dienststelle Globocniks angegliederten Sonderabteilung. In einem Vorort von Triest wurde das Konzentrationslager Risiera di San Sabba errichtet, in dem schätzungsweise 3000 bis 5000 Menschen getötet wurden. Für eine weitaus höhere Zahl insbesondere von Juden diente San Sabba als Sammellager für die Deportationen in die Vernichtungslager.
Die deutschen Besatzungstruppen wurden zunehmend in Kämpfe mit Partisanen der italienischen Resistenza und der jugoslawischen  Volksbefreiungsarmee verwickelt. Wirth war hierbei auch als Sicherungskommandant für die Straße von Triest nach Rijeka tätig. Am 26. Mai 1944 fand Christian Wirth bei einer Fahrt auf dieser Straße bei einem Überfall von Partisanen den Tod. Seine Leiche wurde zuerst mit militärischen Ehren auf einem Friedhof in Opicina bei Triest beerdigt. Als Vergeltungsmaßnahme plünderten deutsche Truppen Beka und Ocizla (zwei Orte südwestlich von Hrpelje) und brannten sie anschließend nieder. Sein Nachfolger in Triest wurde Dietrich Allers, der seit 1941 Geschäftsführer der „Aktion T4“ war.

## Grab im Soldatenfriedhof Costermano
Nach dem Krieg wurde Wirths Leichnam 1959 gemeinsam mit dem Franz Reichleitners, dem zweiten Kommandanten des Vernichtungslagers Sobibor, und jenem von Gottfried Schwarz, dem Stellvertreter Wirths im Vernichtungslager Belzec, auf den deutschen Soldatenfriedhof Costermano in der Provinz Verona umgebettet. Aufgrund einer Weigerung des damaligen deutschen Generalkonsuls Manfred Steinkühler vor dem Volkstrauertag 1988, den etwa 22.000 dort begrabenen deutschen Soldaten die Ehre zu erweisen, wenn nicht die Gebeine der drei genannten SS-Leute aus dem Friedhof entfernt würden, wurden als Kompromiss die Namen der drei getöteten SS-Leute aus dem „Ehrenbuch“ des Friedhofs getilgt und ihre Dienstgrade auf den Grabsteinen entfernt.

## Persönlichkeit
Christian Wirth gilt als Beispiel für einen besonders brutalen und unbarmherzigen SS-Mann, der auch von seinen eigenen Leuten gefürchtet wurde. Hiervon zeugen die Beinamen, die ihm von seinen untergebenen SS- und Trawniki-Männern gegeben wurden: „Christian der Grausame“, „Der wilde Christian“ und „Stuka“ für Sturzkampfflugzeug. Dieses Bild entstand vor allem aus den Nachkriegsaussagen seiner Untergebenen, die in ihren Gerichtsverfahren davon überzeugen wollten, dass sie sich in einem Befehlsnotstand befanden. Es ist ungeklärt, ob nicht Wirths eigene Leute den tödlichen Schuss in seinen Rücken abfeuerten.
Ohne Zweifel war Wirth ein gefürchteter Vorgesetzter. Dazu trug seine sehr direkte und häufig derbe, zudem von Dialektausdrücken durchsetzte Wortwahl bei. Gleichermaßen ging er bei der „Aktion T4“, der „Aktion Reinhardt“ wie auch in Triest gegen Unregelmäßigkeiten in den eigenen Reihen vor, insbesondere gegen die Unterschlagung der Wertgegenstände, die den Mordopfern abgenommen worden waren.
Aufschlussreich sind die Aussagen des SS-Richters Konrad Morgen im Nürnberger Hauptkriegsverbrecherprozess: Morgen schilderte Wirth als einen Mann, der ebenso stolz war auf seine Erfahrungen aus der „Aktion T4“ wie auch auf seinen Beitrag zur „Optimierung“ der Massenmorde der „Aktion Reinhardt“. Aus der Beschreibung der Rolle der „Arbeitsjuden“ – man müsse die Juden mit ihren eigenen Mitteln schlagen – wurde zudem der Antisemitismus von Wirth deutlich.